# Cassiope
Cassiope é um género botânico pertencente à família Ericaceae.

## Espécies

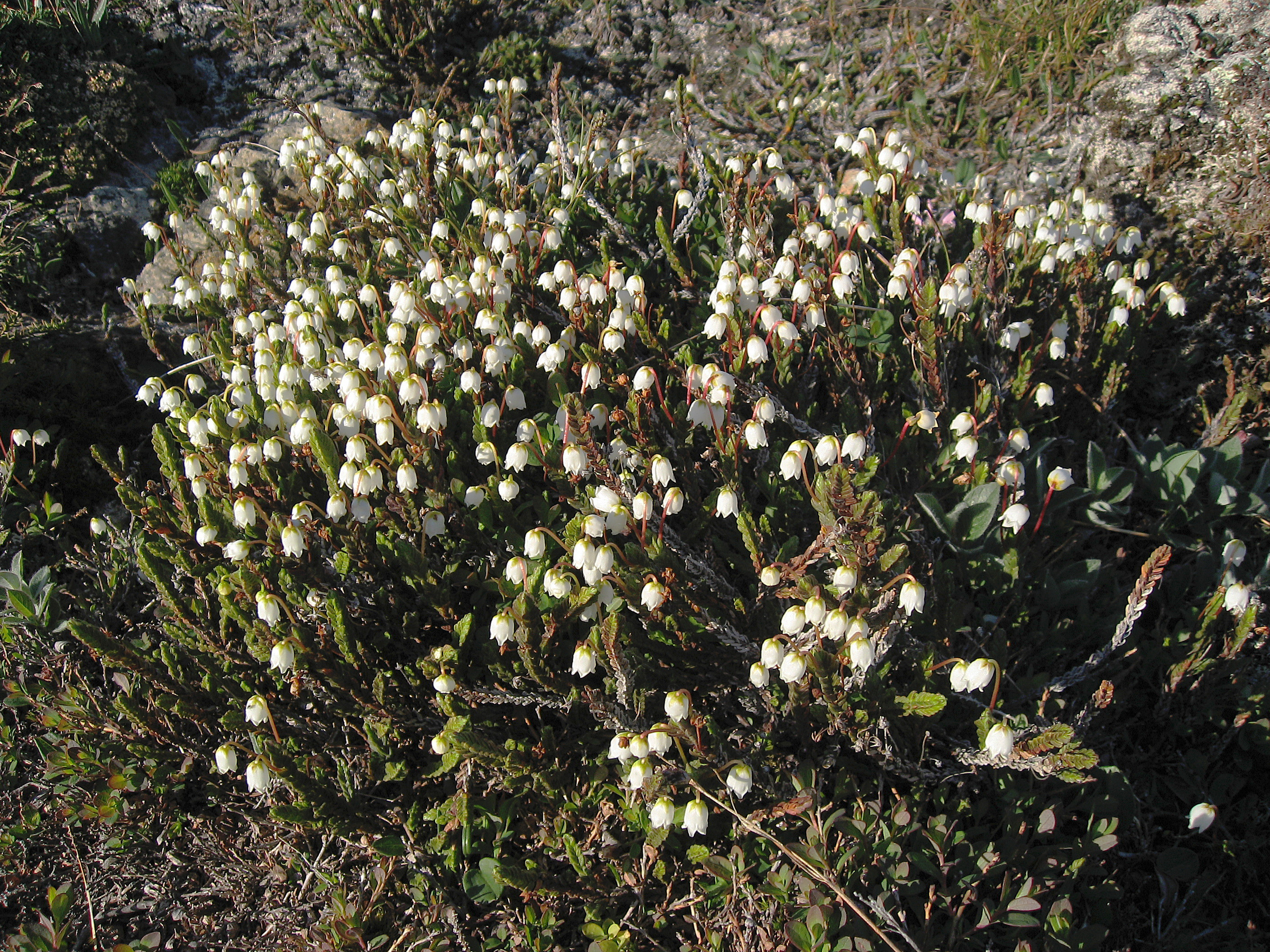
Cassiope tetragona

- Cassiope ericoides
- Cassiope fastigiata
- Cassiope hypnoides
- Cassiope lycopodioides
- Cassiope mertensiana
- Cassiope selaginoides
- Cassiope stelleriana
- Cassiope tetragona
- Cassiope wardii

1. ↑  «Cassiope — World Flora Online». www.worldfloraonline.org. Consultado em 19 de agosto de 2020